# 2015年澳門半島大停電
2015年澳門半島大停電發生於該年4月15日上午10時56分，至同日中午12時20分恢復供電，整個停電事故維持約1個半小時，受影響範圍主要集中在澳門半島，在澳門半島廣泛地區有約10萬戶的供電因而受影響。

## 事故起因及過程
2015年4月15日上午10時56分，位於鴨涌河的高壓變電站內的110千伏的高壓設備出現故障，從而波及聖保祿、外港、馬交石及黑沙環四個主變電站，導致大停電發生。大停電發生後，澳電隨即啟動緊急應變措施，啟動路環發電廠A廠機組以提供緊急供電能力。上午11時37分及11時48分，將兩台本地主力發電機組併網，電網逐步恢復穩定。上午11時55分，復電過程開始進行，至中午12時20分，全面恢復供電。

## 影響

### 交通燈停止運作 接多宗困𨋢事故
這次大停電受影響的地區遍及澳門半島的皇朝區、高士德區、中區及沙梨頭一帶，中區及北區一帶多處交通燈因停電而停止運作，在停電期間，澳門治安警接獲多宗困升降機事故報告，有銀行在停電期間暫停營業，部分食肆亦要關門。

### 流動電話基站受影響
3澳門表示，該公司位於北區部分的基站受停電影響。

### 松山纜車有人被困
在停電期間，松山纜車有乘客被困空中 10多分鐘，沒有人受傷。

### 水廠暫停或間斷生產
停電發生後，澳門自來水位於大水塘水廠一、二期及路環水廠一度要暫停或間斷生產，澳門自來水即時啟動緊急應變機制，加大青洲水廠的生產量，以保持澳門半島及氹仔高水位池的水量穩定。

### 999報案系統一度繁忙
因困升降機求助數字較多，999報案系統一度繁忙。

## 有關報導
1. ↑  .   [2015-04-15]. （原始内容存档于2015-07-22）.
2. ↑  .   [2015-04-15]. （原始内容存档于2016-03-05）.
3. ↑  .   [2015-04-15]. （原始内容存档于2016-03-05）.
4. ↑  .   [2015-04-15]. （原始内容存档于2016-03-05）.
5. ↑  .   [2015-04-15]. （原始内容存档于2016-03-05）.
6. ↑  .   [2015-04-15]. （原始内容存档于2016-03-05）.
7. ↑  .   [2015-04-15]. （原始内容存档于2016-03-05）.